# Kinetoplastida
A Kinetoplastida (más néven Kinetoplastea) ostorosok csoportja az Euglenozoa csoportban, melyek közös jellemzője egy sok DNS-t tartalmazó nagy szemcse, a névadó kinetoplaszt. A csoport számos emberben és más állatokban betegséget okozó parazitát, valamint vízben és talajban élő szabadon élő fajokat is tartalmaz.
Először Bronislaw M. Honigberg írta le 1963-ban az ostoros protozoonok tagjaként, létrehozva a Kinetoplastida és Kinetoplastea neveket is. Hagyományosan a kétostorú Bodonidae és az egyostorú Trypanosomatidae csoportokra osztották, de előbbi feltehetően utóbbira nézve parafiletikus, ezért 2004-ben 3 ribocsoportra (Neobodonida, Parabodonida, Eubodonida) bontották. A Trypanosomatidae számos kizárólag parazita nemzetséget tartalmaz. Gyakori nemzetség a Bodo, mely számos szabadon élő bakterivor fajt tartalmaz. További gyakori nemzetségek a Cryptobia és a parazita Leishmania.

## Rendszertan

### Történet
Honigberg hozta létre a Kinetoplastida és Kinetoplastea neveket 1963-ban, azóta nincs megegyezés egyik taxonkénti használatáról se. A Kinetoplasteát általában az osztály, míg a Kinetoplastida általában a rend neveként használatos, de osztályként is használják. Lynn Margulis, aki 1974-ben először rendként írta le a Kinetoplastidát, később osztályként írta le. A Kinetoplastida rendkénti használata zavart is okozhat, mivel már van egy régebbi szinonima, a Trypanosomatida Kent 1880, melybe általában a Kineoplastida-fajok tartoznak.
Adl et al. 2019-es tanulmányában a Bodonidae 3 ribocsoportra bontva szerepel, ezek a Neobodonida, a Parabodonida és az Eubodonida, melyeket Vickerman írt le Moreira et al. 2004-es tanulmányában, ahol a Trypanosomatida meghatározását is kiegészítette. A lassan fejlődő Leishmaniinaet Maslov és Lukeš írták le 2012-ben 18S rRNS és GAPDH alapján.

### Csoportosítás
A Kinetoplastidát két csoportra osztják, ezek a Metakinetoplastina és a Prokinetoplastina.
- ?Bordnamonadidae Cavalier-Smith 2013
- ?Trypanophididae Poche 1911
- Prokinetoplastina Vickerman 2004
  - Prokinetoplastida Vickerman 2004
    - Ichthyobodonidae Isaksen et al. 2007
- Metakinetoplastina Vickerman 2004
  - Neobodonida Vickerman 2004
    - Rhynchomonadidae Cavalier-Smith 2016
    - Neobodonidae Cavalier-Smith 2016

  - Parabodonida Vickerman 2004
    - Parabodonidae Cavalier-Smith 2016 [Cryptobiaceae Poche 1911; Cryptobiidae Vickerman 1976; Trypanoplasmatidae Hartmann et Chagas 1910]

  - Bodonida Hollande 1952 emend. Vickerman 1976
    - Bodonidae Bütschli 1883

  - Trypanosomatida Kent 1880 stat. n. Hollande 1952 emend. Vickerman 2004
    - Trypanosomatidae Doflein 1901 [Trypanomorphidae Woodcock 1906]

## Genetika
Transzkripciója policisztronos.

## Morfológia
A Kinetoplastida eukarióta csoport normál eukarióta sejtszervecskékkel, például sejtmaggal, mitokondriummal, Golgi-készülékkel és ostorral. Emellett számos megkülönböztető jellemzője, például kinetoplasztja, szubpellikuláris mikrotubulussora és ostor melletti csíkja van. Kinetoplasztja a mitokondriumban van.

### Mitokondriális és kinetoplaszt-DNS
A névadó kinetoplaszt sűrű DNS-tartalmú szemcse a sejt mitokondriumában, mely a mitokondriális genom sok példányát tartalmazza. A szerkezet összekötött körkörös DNS-ek és kapcsolódó szerkezeti fehérjéiből áll DNS- és RNS-polimerázokkal együtt. A kinetoplaszt a sejt ostora alapján van, és sejtvázszerkezet köti össze az alapi testtel.
A Neobodonida kDNS-e a mitokondriumon belül több helyen megtalálható, a Parabodonida pankinetoplasztikus kDNS-e egyenlően oszlik el mitokondriumában, míg a Bodo kDNS-e parakinetoszómás helyzetű.

### Sejtváz
A Kinetoplastida sejtváza elsősorban mikrotubulusokból áll, melyek az erősen szabályos szubpellikuláris sort alkotják, mely kevéssel a sejtfelszín alatt fut a sejt hossztengelye mentén. Más specializált mikrotubulusok, például gyökér-mikrotubulusok is ismertek. A Kinetoplastidában emellett előfordulnak aktin mikrofonalak, de a sejtvázban a szerepük ismeretlen. További sejtvázszerkezetek például az ostor-kinetoplaszt összekötő elem.

### Ostorok
Minden Kinetoplastida-fajnak van ostora: a Trypanosomatida 1-gyel, a „Bodonida” 2-vel rendelkezik. A kétostorú fajok nagy része vezető és követő ostorral rendelkezik, melyek közül az utóbbi a sejt oldalán lehet. Az ostorokat mozgásra és felszínhez rögzülésre használják. Az ostorok alapja speciális mélyedésben van, ahol a sejtszáj is lehet.

Egy Kinetoplastida-faj morfológiája

A Neobodonida és a Parabodonida nem rendelkezik masztigonémákkal, a Bodo elülső ostorán azonban vannak nem csőszerű masztigonémák.

## Életciklus
A Kinetoplastida szabadon élő és parazita fajokkal rendelkezik. A Trypanosomatida számos kizárólag parazita nemzetséggel rendelkezik. Ezek életciklusai lehetnek egyszerűek 1 vagy összetettebbek, több differenciációs szakaszból állók 2 gazdával. Trypanosomatida-fajok által okozott betegségek például a Trypanosoma spp. által okozott afrikai trypanosomiasis és Chagas-kór, valamint a Leishmania által okozott leishmaniasis.
A Trypanosoma brucei meiózisa cecelégyben történhet, mely az ivaros ciklus része. A Leishmania major is képes a valószínűleg ivaros ciklus részeként megjelenő meiózisra.

## Gyógyszerek
A nátrium-sztiboglükonát, az amfotericin B, a paromomicin és a meglumin-antimonát viszcerális és kután leishmaniasis ellen is használható, a pentamidin kután, a liposzómás amfotericin B viszcerális leishmaniasis ellen bizonyult hatásosnak. A kután leishmaniasis és a humán afrikai trypanosomiasis hemolimfatikus szakasza ellen hatásos a pentamidin, utóbbi ellen a suramin is hatásos. A melarzoprol és az eflornitin a CNS-szakasz ellen hat, 2008-ban ez utóbbi és a nifurtimox kombinációja III. fázisban volt.
A Chagas-kór akut fázisában legalább két szer – a nifurtimox és a benznidazol – hatásos, de köztes és krónikus fázisban egyiket se használják.

### Lehetséges gyógyszerek
Az etídium-bromid a Trypanosoma-fajokat kinetoplaszt-DNS-üket Z-DNS-sé alakítva ölheti el.

### Korábbi kísérletek
A pafuramidin Szudánban és a Kongói Demokratikus Köztársaságban III. fázisú klinikai kísérletek alatt volt, de 2008-ban megállt fejlesztése vesetoxicitás miatti kérdések miatt.

## Fordítás
Ez a szócikk részben vagy egészben  a   Kinetoplastida című angol Wikipédia-szócikk ezen változatának fordításán alapul.  Az eredeti cikk szerkesztőit annak laptörténete sorolja fel. Ez a jelzés csupán a megfogalmazás eredetét és a szerzői jogokat jelzi, nem szolgál a cikkben szereplő információk forrásmegjelöléseként.